# Jacques Androuet du Cerceau den ældre
Jacques Androuet du Cerceau den ældre (født omkring 1515 i Paris, død 1585 i Annecy) var en fransk arkitekt og kobberstikker, som blev fransk hofarkitekt. Han var fader til Baptiste Androuet du Cerceau, Jacques Androuet du Cerceau den yngre og Charles Androuet du Cerceau.
Han besøgte i sine unge år Rom, hvor han lærte antikken og den italienske renæssance at kende, vendte 1533 tilbage til Paris og boede efter 1550 i Orléans, men vendte atter tilbage til Paris i 1559. Androuet du Cerdeau var huguenot, og da religionskrigene 1569, flygtede han til Montargis, Renée af Frankrigs residens, som var en bastion for de forfulgte protestanter. I 1570'erne var han dog atter aktiv i Paris.
Hans udførte bygninger er for længst gået til grunde, og hans berømmelse skyldes hans omfattende virksomhed som kobberstikker og udgiver. Foruden kobberstikværker som hans Arcs, Temples, Fragments og Vues d'Optique samt talrige ornamentstik har han udgivet Livre d'Architecture (1559) og Les plus excellents Bastiments de France (1576-79). Især det sidste, til Katarina af Medici dedicerede værk har stor betydning for vort kendskab til Frankrigs renæssancearkitektur.

## Værker
- ca 1540[1]: Petites habitations
- 1549: Livre d’arcs (Quinque et viginti exempla arcuum)
- 1550: Arcs et monuments antiques (XXX exempla arcuum, partim ab ipso inventa, partim ex veterum sumpta monumenta) og Moyens temples
- 1551: Fragmenta structurae veteris og Vues d’optique
- 1559: [Premier] Livre d’architecture
- 1561: Second livre d’architecture
- 1566: Livre des grotesques
- 1576: Leçons de perspective positive og Le premier volume des plus excellents Bastiments de France
- 1579: Le second volume des plus excellents Bastiments de France
- 1582: [Troisième] Livre d'architecture
- 1583: Petit traitté des cinq ordres de colonnes
- 1584: Livre des édifices antiques romains